# Menhir de Kerbiguet-Lann
Le menhir de Kerbiguet-Lann, appelé aussi Men-Bras ou menhir de Lanner Bruc Du, est un menhir situé à Gourin, dans le Morbihan en France.

## Localisation
Le mégalithe est situé dans un champ, à environ 620 m à vol d'oiseau au nord-ouest du hameau de Kerbiguet-Lann et 4,7 km au sud-est du centre-bourg de Roudouallec.

## Historique
Le menhir est classé au titre des monuments historiques par arrêté du 24 octobre 1969.

## Description
Le menhir est un bloc de granite de 5,6 m de hauteur, très peu épais (0,50 m), dont la forme est échancrée, sa largeur passant de 2,80 m à la base à 2 m à 1,80 m du sol. Il penche légèrement vers le nord-est.